# Rosane Arminda Pereira
Rosane Arminda Pereira é uma cordelista, escritora e educadora brasileira, que se autointitula uma "curiosa natural da cultura afro-brasileira".Escritora desde os 13 anos, em 2023 foi uma das selecionadas para o Prêmio Carolina Maria de Jesus de Literatura Produzida por Mulheres, com o livro "Ubuntu Mulheres".

## Biografia
Nascida em Curitiba, Rosane Arminda é filha de pais baianos, com os quais aprendeu a contar histórias, atividade que utiliza em seus trabalhos sociais. Formada em marketing e pedagogia, especializou-se em Literatura Brasileira e Alfabetização, além de Linguagem e Educação Quilombola. Rosane Arminda é ainda conselheira de literatura do estado do Paraná, nomeada para o biênio 2023-2025.

## Obras
- Poesias Afro-curitibanas (coletânea)
- A desfrutada (coletânea)
- Ubuntu Mulheres